# J. Heinrich Dencker
J. Heinrich Dencker (fälschlicherweise auch: Denker, vollständiger Name vermutlich Konrad Ludwig Heinrich Dencker, * 9. November 1860 in Sulingen; † 25. Februar 1921) war ein deutscher Fabrikant und im 19. und 20. Jahrhundert als aktives Mitglied des Wissenschaftlich-humanitären Komitees einer der ersten Vorkämpfer für die Befreiung homosexueller Männer von der Verfolgung durch den Paragraphen 175 des Deutschen Strafgesetzbuches. Zugleich gab Dencker der ersten Schwulenbewegung in der Preußischen Provinz Hannover einen Namen und ein Gesicht.

## Leben

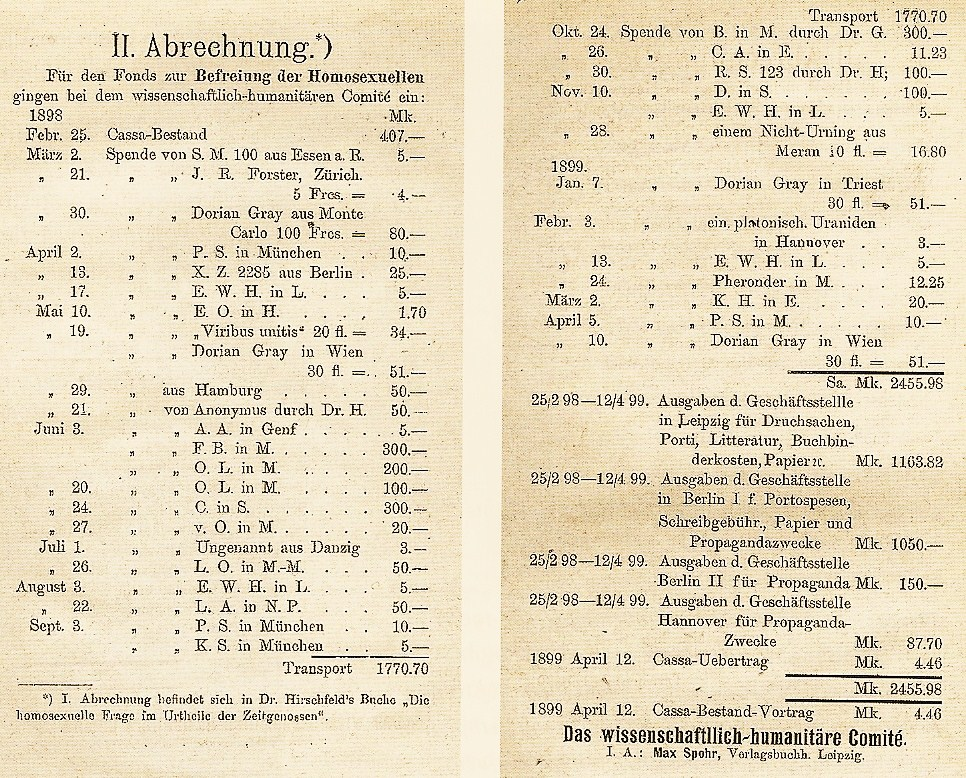
Abrechnung des WhKs für 1898/1899 „für den Fond zur Befreiung der Homosexuellen“, darunter die „Ausgaben d. Geschäftsstelle Hannover für Propaganda“;
in: Jahrbuch für sexuelle Zwischenstufen, 1899, S. 282f.

J. Heinrich Dencker entstammte einer über vier Jahrhunderte in Sulingen eingesessenen Familie, die ab 1520 dort nachweisbar ist und mehrfach Bürgermeister und Ratsleute stellte. 1875 wurde gar der alte Teil des heutigen Rathauses von dem Sensenfabrikanten Dencker erbaut. Mitglieder der Familie waren auch Tabak- und Sensenfabrikanten sowie Notare und Posthalter. Geboren noch zur Zeit des Königreichs Hannover, blieb der vermutlich vermögende Fabrikant J. Heinrich Dencker zeitlebens ledig. Er war laut dem Jahrbuch für sexuelle Zwischenstufen bereits Anfang 1898, ein Jahr nach der Gründung des Wissenschaftlich-humanitären Komitees (WhK), Leiter einer schon existenten Ortsgruppe des WhK, der Geschäftsstelle Hannover. Diese Gruppe war „[...] die erste nachgewiesene Homosexuellengruppe in der Preußischen Provinz Hannover“.
Zu Beginn des Jahres 1900 war Dencker gemeinsam mit Magnus Hirschfeld und Ferdinand Karsch Unterzeichner des Anschreibens zu einer erneuten Petition zur Abschaffung des § 175 an die Mitglieder des Reichstages, „[...] welche bisher dieser Angelegenheit ablehnend oder gleichgültig gegenüberstanden.“
1902 hob Magnus Hirschfeld die „[...] besonders rührige Thätigkeit“ der Subkomitees des WhK hervor, darunter „das Hannoversche unter J. Heinr. Dencker [...]“. Im selben Jahr unterzeichnete Dencker neben anderen die Einnahmen- und Ausgabenrechnung des WhK; er war also Kassenprüfer und mindestens bis 1904 so auch Garant für die Richtigkeit der Finanzen des Wissenschaftlich-humanitären Komitees.
Ebenfalls seit etwa 1904 gab es Bestrebungen, eine „Obmännerkommission“, ein kollektives Führungsgremium an der Spitze des Wissenschaftlich-humanitären Komitees einzurichten. Diesem im Monatsbericht des WhK vom 1. November 1904 erstmals erwähnten Gremium aus sieben Obmännern gehörte neben Magnus Hirschfeld auch der Fabrikbesitzer aus Sulingen an. Mehrfach wurde er in die Obmännerkommission wiedergewählt, und zwar 1907, 1909 und 1912, und blieb vermutlich bis zu seinem Tode in dieser Funktion tätig, förderte das Whk auch mehrfach mit namhaften Jahresbeiträgen.
Vermutlich war Dencker auch an dem am 13. März 1904 im Haus der Väter in der Straße Lange Laube 1 in Hannover durch Magnus Hirschfeld abgehaltenen Vortrag „Die homosexuelle Frage im Lichte der Wissenschaft“ involviert. Der Vortrag wurde „von den besseren Ständen gut besucht“. Im Jahr zuvor allerdings hatte der Polizeipräsident von Hannover einen ähnlichen Vortrag des WhK noch abgelehnt, aufgrund der „für die Zuhörer zu befürchtenden sittlichen Gefahren“.
Da Dencker seit 1904 zum Führungsgremium des WhK zählte, die Geschäftsstelle, Ortsgruppe beziehungsweise das „Subkomitee Hannover“ geleitet hatte, ist auch eine persönliche Bekanntschaft mit den zumindest zeitweilig in Hannover lebenden Gründungsmitgliedern des WhK anzunehmen: Mit dem Bahnbeamten Eduard Oberg (1858–1917) sowie mit dem Verleger Max Spohr (1850–1905). „Vermutlich kannte Dencker auch den in Stadthagen [...] geborenen Schriftsteller Hanns Fuchs (1881 – nach 1909)“, der ab seinem 20. Lebensjahr bis 1910 mehr als zwanzig Titel zumeist zum Thema Homosexualität und zugleich hannoversches Lokalkolorit veröffentlichte.
1907 gab der Fabrikbesitzer J. Heinrich Dencker als seine Postanschrift das Haus Sulingen, Lindenstraße 8 an. Das Gebäude war vormals von dem Posthalter Dencker bewohnt, steht noch heute (Stand: 04/2015) und beherbergt seit Jahrzehnten die Gastwirtschaft Zum schwarzen Ross.
Zum Tod von J. Heinrich Dencker 1921 hielt das Jahrbuch für sexuelles Zwischenstufen von 1922 fest: „Dann gedachte der Vorsitzende [des WhK] der im letzten Jahre Verstorbenen, besonders der langjährigen Obmänner [...], worauf sich die Versammlung zum Zeichen der Trauer von den Sitzen erhob.“
Obwohl eine Homosexualität Denckers bisher nicht belegt werden konnte – es war seinerzeit nicht üblich, sich öffentlich zu ihr zu bekennen – liefert das Leben des Kämpfers gegen den § 175, der die Menschenrechte verletzte, „[...] ein seltenes Beispiel dafür, dass es auch aus kleinstädtischer Abgeschiedenheit heraus möglich war, sich für die erste Homosexuellenbewegung der Welt einzusetzen.“